# Liste ungewöhnlicher Todesfälle
Auf der Liste ungewöhnlicher Todesfälle werden einmalige oder sehr seltene Todesumstände verzeichnet, die sich im Laufe der Geschichte ereigneten und die von mehreren Quellen als ungewöhnlich bezeichnet wurden. Die Auflistung erfolgt chronologisch. Einige der Todesfälle stammen aus der Mythologie oder sind nicht durch zeitgenössische Berichte belegt.

## Altertum

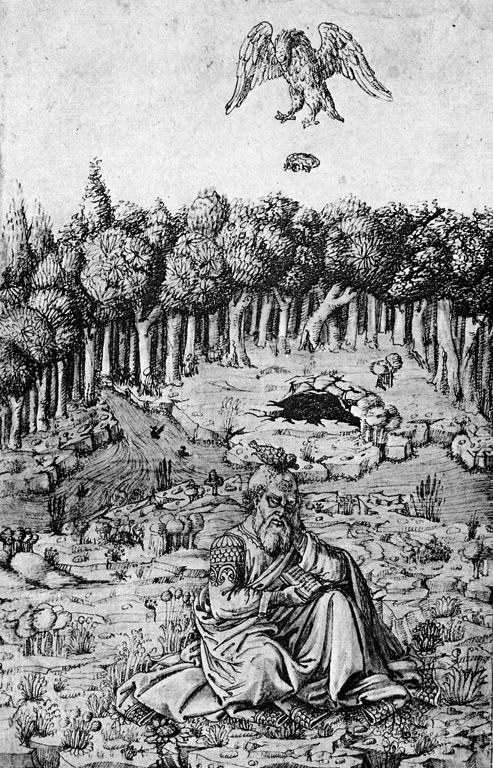
Illustration des Todes des Aeschylus in der Florentinischen Bilderchronik von Maso Finiguerra (15. Jh.)

- ca. 620 v. Chr.: Drakon, athenischer Gesetzesreformer, erstickte unter einem Berg von Mänteln und Hüten, die von dankbaren Bürgern in einem Theater auf Ägina auf ihn geworfen worden waren.[1]
- 564 v. Chr.: Arrhichion von Phigalia, griechischer Pankratiast, starb bei den Olympischen Spielen. Während eines Kampfes war er beinahe schon besiegt, da sich sein Kopf in einer Beinschere seines Kontrahenten befand. Mit letzter Kraft brach er die Zehen seines Gegners. Dieser gab daraufhin auf, doch im selben Moment erstickte Arrhichion, der posthum zum Sieger erklärt wurde.[2]
- 455 v. Chr.: Aeschylus, der große griechische Tragödiendichter, wurde laut Valerius Maximus von einer Schildkröte erschlagen, die von einem Greifvogel fallen gelassen worden war. Der Vogel verwechselte angeblich den Kopf des Aeschylus mit einem Fels und benutzte ihn zum Aufbrechen des Schildkrötenpanzers. Plinius der Ältere fügt in seiner Naturalis Historia hinzu, dass sich Aeschylus im Freien aufhielt, weil eine Prophezeiung ihn vor herabfallenden Gegenständen gewarnt hatte.[3]
- 270 v. Chr.: Philetas, ein griechischer Gelehrter, beschäftigte sich nach einem Bericht von Athenaios dermaßen intensiv mit seinem Studium der Debattierkunst, dass er verhungerte.[4] Der britische Philologe Alan Cameron vermutet, dass Philetas an einer auszehrenden Krankheit litt, die seine Zeitgenossen damals seiner Pedanterie zuschrieben.[5]
- 210 v. Chr.: Qin Shihuangdi, der erste Kaiser von China, starb durch die Einnahme von Quecksilberpillen in dem Glauben, diese würden ihm Unsterblichkeit verleihen. Kanzler Li Si und Obereunuch Zhao Gao vertuschten den Tod des Kaisers zwei Monate lang, um die Thronfolge beeinflussen zu können. Den Verwesungsgeruch übertünchten sie mit verfaultem und getrocknetem Fisch. Qin Shihuangdi wurde schließlich in einem riesigen Mausoleum beigesetzt, das heute immer noch nicht vollständig freigelegt wurde. Darin wurden auch all jene Konkubinen eingemauert, die ihm keine Kinder geboren hatten. Zu den Grabbeigaben gehörte unter anderem die berühmte Terrakotta-Armee.[6]
- 206 v. Chr.: Laut antiker Überlieferung starb der griechische Philosoph Chrysippos von Soloi an einem Lachanfall. Der Stoiker sah, wie ein Esel seine Feigen fraß, und trug einem Sklaven auf, dem Esel Wein zu geben, um die Feigen damit hinunterzuspülen. Dies soll er für so witzig befunden haben, dass er sich im wahrsten Sinne des Wortes darüber totlachte.[7]
- 258 n. Chr.: Der Diakon Laurentius von Rom wurde bei lebendigem Leibe auf einem großen Gitterrost gegrillt. Dies geschah im Zuge der Christenverfolgung des römischen Kaisers Valerian. Laut dem Dichter Prudentius soll Laurentius mit den Folterknechten gescherzt haben: „Lasst mich wenden! Auf der einen Seite bin ich jetzt durch!“ Der Heilige wird mit seinem Folterwerkzeug, dem Rost, dargestellt; heute ist er der Schutzpatron der Köche und der Feuerwehrleute.[8]
- 336 n. Chr.: Arius, Presbyter von Alexandria, starb angeblich an akutem Durchfall, gefolgt von schweren Blutungen und der Ausscheidung seiner Eingeweide, während er über das Kaiserforum in Konstantinopel ging. Er wurde wahrscheinlich vergiftet.[9]

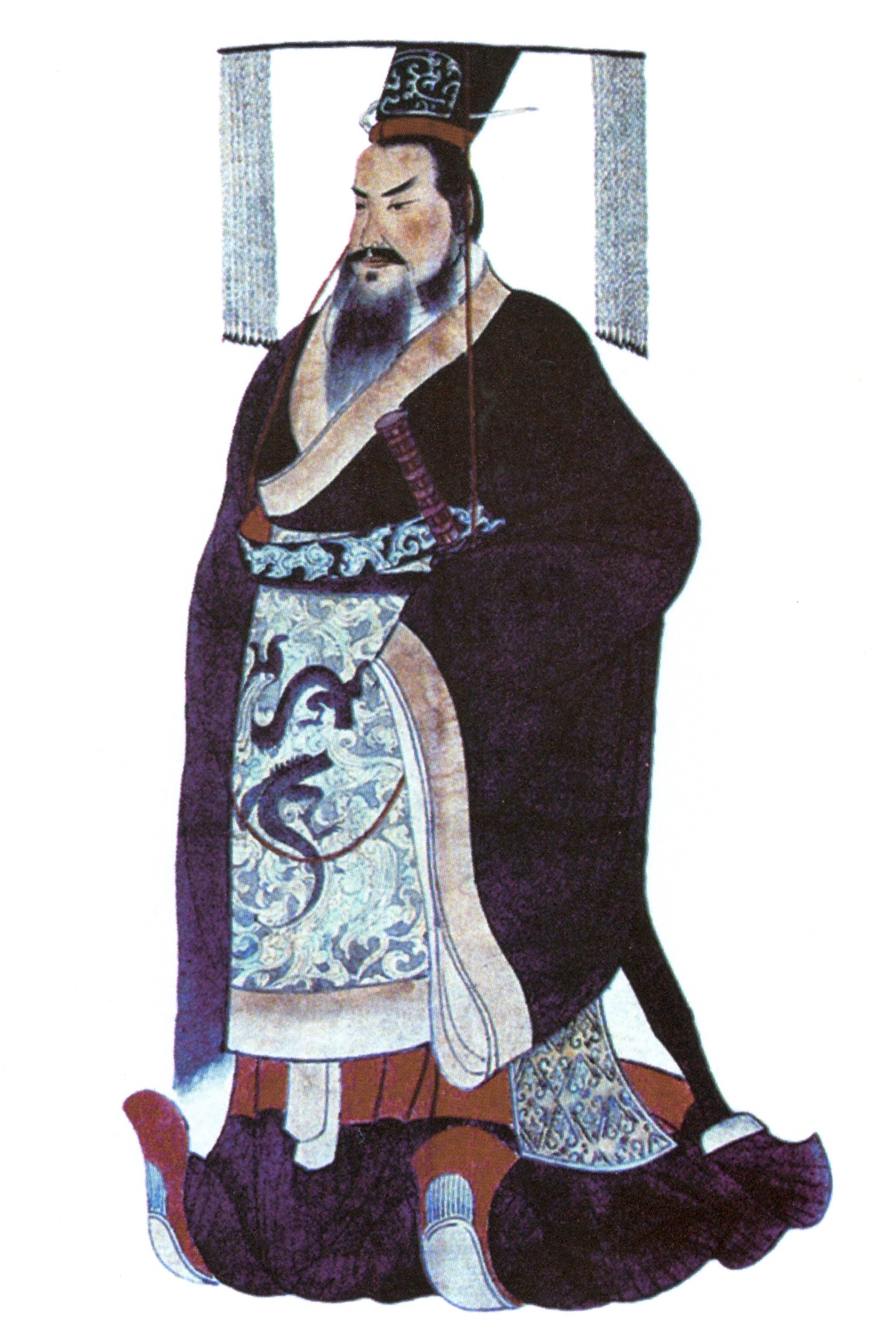
Qin Shihuangdi in einer historisierenden Abbildung um 1850
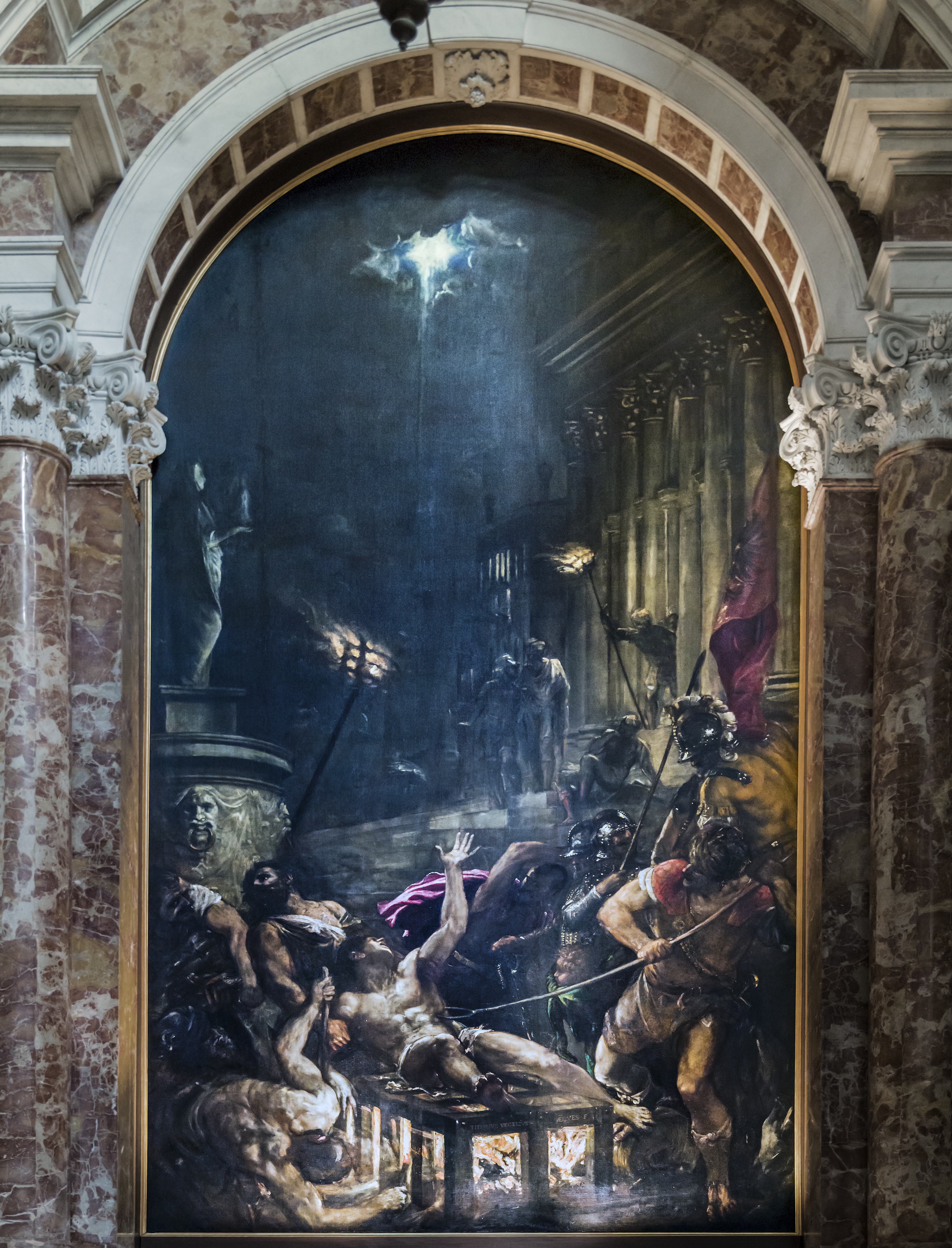
Martyrium des heiligen Laurentius, gemalt von Tizian
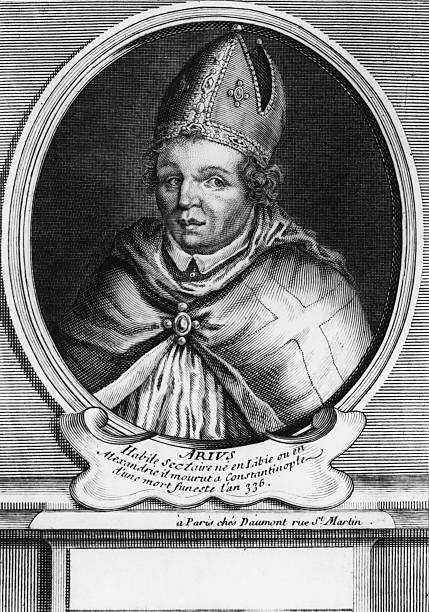
Arius (spätere Darstellung)

## Mittelalter

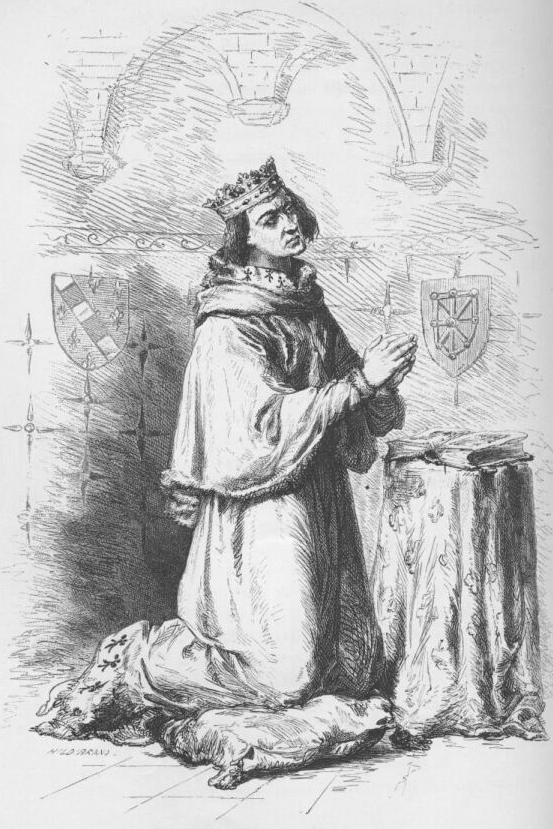
Eine Illustration von Karl II., genannt „der Böse“

- 762: Li Bai, chinesischer Dichter und Höfling, ertrank der Überlieferung nach bei dem Versuch, im alkoholisierten Zustand das Spiegelbild des Mondes auf einem Fluss zu umarmen.[10][11]
- 1063: Bela I., König von Ungarn, starb, als sein hölzerner Thron unter ihm zusammenbrach.[12]
- 1076: Gottfried IV., Herzog von Niederlothringen, wurde nach dem Geschichtsschreiber Lampert von Hersfeld bei dem Verrichten seiner Notdurft auf dem Aborterker ermordet, indem ihm ein Schwert oder Dolch von außen durch die Öffnung des Erkers in den Unterleib, nach einer anderen Überlieferung auch in den Anus, gestoßen wurde.[13][14][15]
- 1131: Philipp von Frankreich, französischer König, starb im Alter von 15 Jahren auf einem Ritt durch Paris. Sein Pferd scheute vor einem Schwein, das aus einem Misthaufen gerannt kam. Philipp wurde aus dem Sattel geschleudert und erlag am darauffolgenden Tag seinen Verletzungen.[16]
- 1184: Beim Erfurter Latrinensturz fanden etwa 60 Menschen den Tod – darunter Graf Gozmar III. von Ziegenhain, Graf Friedrich I. von Abenberg, Burggraf Friedrich I. von Kirchberg, Graf Heinrich von Schwarzburg, Burggraf Burchard von der Wartburg und Beringer I. von Meldingen –, als anlässlich eines Hoftages von König Heinrich VI. in Erfurt das obere Stockwerk der Dompropstei des Marienstiftes unter der Last der versammelten Menge zusammenbrach und die meisten der Anwesenden in die Tiefe riss. Auch der Boden der nächsten Etage gab unter dem Druck nach und ließ die Herabfallenden in die darunter liegende Abtrittgrube stürzen. Wer nicht ertrank oder erstickte, wurde von nachfallenden Balken und Steinen erschlagen oder verletzt.
- 1190: Dedo III., Markgraf der Lausitz, genannt der Feiste oder auch der Fette, starb an den Folgen einer Operation, bei der er sich Fett aus dem Leib schneiden ließ, um Kaiser Heinrich VI. auf einem Feldzug begleiten zu können.
- 1258: Al-Musta'sim bi-'llah, der letzte abbasidische Kalif von Bagdad, wurde von seinen mongolischen Entführern hingerichtet, indem sie ihn in einen Teppich rollten und von Pferden zertrampeln ließen.[17][18]
- 1327: Eduard II., König von England und Wales, wurde von seiner Ehefrau Isabelle de France und ihrem Geliebten Roger Mortimer verhaftet und eingesperrt. Es verbreitete sich das Gerücht, dass er hingerichtet wurde, indem man ihm über ein Horn glühendes Eisen rektal einführte. Er verbrannte von innen heraus, blieb aber äußerlich unversehrt. Allerdings gibt es keinen wissenschaftlichen Nachweis über die Todesumstände von Eduard II. Es wird angenommen, dass diese Geschichte zu Propagandazwecken erfunden wurde.[19][20][21]
- 1387: Karl II., König von Navarra, ließ sich zwecks Therapierung einer Krankheit jeden Abend in mit Weinbrand getränkte Tücher einwickeln. Eines Abends gelangte ein Diener versehentlich mit einer Fackel an die Bandagen, welche sofort in Flammen standen. Karl erlag den schweren Verbrennungen.[22]
- 1410: Martin I., König von Aragón, starb an einem Lachanfall in Verbindung mit Verdauungsstörungen.[23]
- 1478: Als der zum Tode verurteilte George Plantagenet, Duke of Clarence, die Art seiner Hinrichtung wählen sollte, entschied er sich dafür, in einem Fass Malvasierwein ertränkt zu werden. Seinem Wunsch wurde entsprochen.[24]

## Frühe Neuzeit

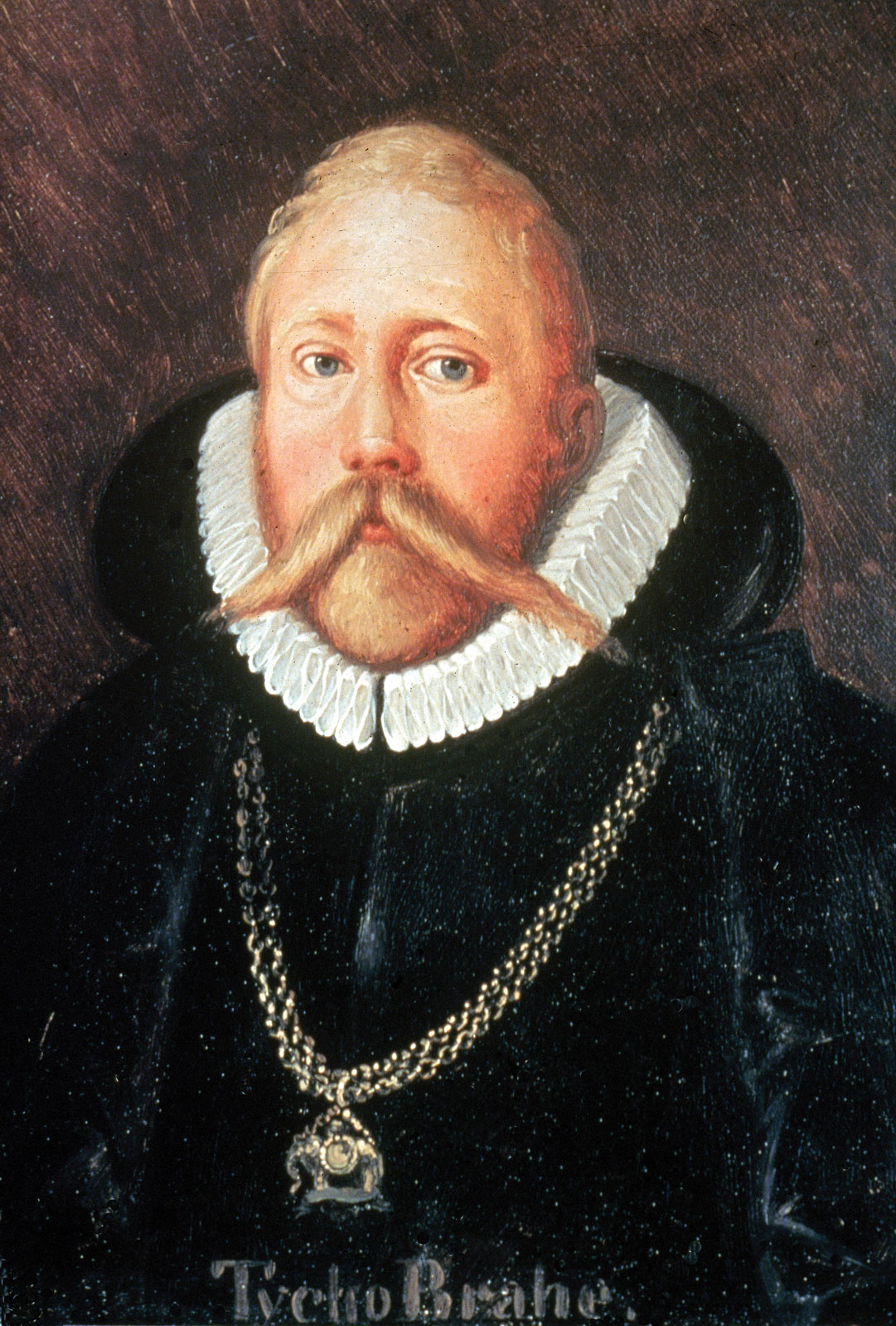
Der dänische Astronom Tycho Brahe, gemalt von Eduard Ender

- 1518: Die Tanzwut von 1518 in Straßburg begann mit einer einzelnen Frau, die über einen Monat lang unkontrolliert tanzte. Im Laufe der Zeit schlossen sich ihr immer mehr Leute an, bis am Ende 400 Menschen vom Tanzfieber befallen waren. Dutzende von ihnen starben dabei an Hitzschlag und Erschöpfung. Die genauen Umstände dieses Vorfalls sind bis heute unklar.[25]
- 1556: Pietro Aretino, ein italienischer Schriftsteller und Dichter, erstickte der Legende nach während eines Lachanfalls.[26]
- 1567: Hans Staininger, der Stadthauptmann von Braunau, brach sich das Genick, als er über seinen eigenen Bart stolperte. Staininger bewahrte den Bart, der fast anderthalb Meter lang war, normalerweise zusammengerollt in einer Brusttasche auf.[27]
- 1601: Tycho Brahe war zu einem Festbankett des Kaisers eingeladen. Die Hofetikette untersagte es den Gästen, sich vor dem Kaiser von der Tafel zu erheben. Daher führte eine Harnverhaltung bei Brahe zu einem Blasenriss, an dessen Folgen er zehn Tage später starb.[28][29]
- 1660: Thomas Urquhart, ein schottischer Dichter und Übersetzer, starb angeblich an einem Lachanfall, nachdem er von der Machtübernahme Karls II. gehört hatte.[30]
- 1673: Molière, Schauspieler, Theaterdirektor und Dramatiker der französischen Klassik, erlitt einen Blutsturz während einer Aufführung seiner Komödie Der eingebildete Kranke, in der er die Rolle des hypochondrischen Protagonisten spielte. Als Molière auf der Bühne zusammenbrach, glaubten die Zuschauer zunächst, dass es sich um eine Einlage innerhalb der Komödie handelte. Der französische Komödiant starb wenig später in seiner Wohnung in Paris.
- 1685: Thomas Otway, englischer Dramatiker, war fast verhungert, erbettelte sich deshalb eine Guinee und kaufte sich davon ein Brot, an dem er erstickte.
- 1687: Jean-Baptiste Lully, oberster Hofmusiker Ludwigs XIV., starb an Wundbrand, nachdem er sich seinen eigenen (damals noch mannshohen) Taktstock in den Fuß gestoßen hatte.

## 18. Jahrhundert
- 1753: Der deutschbaltische Physiker Georg Wilhelm Richmann kam bei einem wissenschaftlichen Experiment zur Ableitung von Blitzen zu Tode, als er seinen Versuchsaufbau, eine senkrecht im Zimmer stehende Eisenstange mit Verbindung zu einer zweiten auf dem Dach, während eines Gewitters begutachten wollte und in diesem Moment der Blitz in sie einschlug.[31]
- 1762: Prinz Sado, Kronprinz von Joseon, wurde aufgrund seines exzentrischen Verhaltens als der Thronfolge unwürdig befunden. König Yeongjo ließ ihn daher in eine Reiskiste einschließen, in der er verdurstete.[32]
- 1771: Adolf Friedrich, König von Schweden, starb am 12. Februar 1771 an einem Schlaganfall, verursacht durch Verdauungsprobleme. Seine letzte Mahlzeit bestand aus Hummer, Kaviar, Sauerkraut, Räucherhering, Champagner und zum Abschluss 14 Portionen seines Lieblingsdesserts Hetvägg, serviert in heißer Milch. Schwedische Schulkinder kennen ihn daher als den König, der sich zu Tode aß.[33]
- 1783: Der US-amerikanische Unabhängigkeitskämpfer James Otis Jr. soll gegenüber Freunden und Verwandten oftmals erwähnt haben, dass er gern an einem Blitzschlag sterben würde. Sein Wunsch ging am 23. Mai 1783 in Erfüllung, als ein Blitz das Haus eines Freundes traf, in dessen Eingang Otis gerade stand.[34]

## 19. Jahrhundert
- 1814: Bei der Londoner Bier-Überschwemmung löste sich ein großer Biertank mit einem Fassungsvermögen von 614.000 Liter Porter. Durch eine Kettenreaktion lösten sich weitere Behälter, sodass sich 1,5 Millionen Liter Bier in einer 4,5 m hohen Flutwelle über die Armenviertel der Stadt verteilte. Acht Menschen starben.
- 1816: Der US-amerikanische Politiker Gouverneur Morris starb an inneren Verletzungen, als er ein Stück eines Walknochens in seine Harnröhre einführte, um eine Verstopfung zu lösen.[35][36]
- 1830: Beim Eisenbahnunfall von Parkside starb, während der Eröffnung der Liverpool and Manchester Railway, der Parlamentsabgeordnete von Liverpool und frühere Kolonial-, Kriegs- und Handelsminister von Großbritannien, William Huskisson, als er von der Rocket erfasst wurde. Hierbei handelte es sich um den ersten Eisenbahnunfall, bei dem ein Reisender tödlich verunglückte.[37] Die Northumbrian, die ihn, um ihn zu versorgen, in das Pfarrhaus brachte, stellte mit einer Geschwindigkeit von 35 mph (56 km/h) den damaligen Geschwindigkeitsrekord für Schienenfahrzeuge auf.[37]
- 1834: Der schottische Botaniker David Douglas stürzte auf Hawaii in eine Fallgrube, in der sich ein wilder Stier befand. Dieser trampelte ihn zu Tode.[38][39][40]
- 1837: Der englische Erfinder Robert Cocking baute eine der ersten Fallschirmkonstruktionen der Geschichte. Beim allerersten Testflug mit dem Ballon war er sich seiner Sache so sicher, dass er gleich aus 1.500 m Höhe absprang. Er stürzte tödlich ab, denn er hatte zwar sein eigenes Gewicht korrekt in die Berechnungen einbezogen, dabei jedoch das Gewicht des Fallschirms (immerhin über 100 kg) nicht berücksichtigt.
- 1841: William Henry Harrison sprach am 4. März 1841 während seiner Inaugurationsrede als US-Präsident über zwei Stunden lang und zog sich dabei eine Lungenentzündung zu, an der er wenige Wochen später starb, womit seine Amtszeit die kürzeste in der Geschichte der Vereinigten Staaten wurde.
- 1867: Mathilde von Österreich-Teschen verstarb an Verbrennungen, nachdem sich ihr Kleid durch eine Zigarette entzündet hatte, die sie vor ihrem Vater im Kleid versteckte, da er ihr das Rauchen strengstens verboten hatte. Das Musselin-Kleid war mit Glycerin imprägniert, um ihm mehr Fülle zu geben.
- 1869: Die irische Naturwissenschaftlerin Mary Ward kam am 31. August 1869 als erster Mensch bei einem Unfall mit einem dampfbetriebenen Kraftfahrzeug ums Leben.
- 1871: Clement Vallandigham, ein Anwalt und Politiker aus Ohio, starb, weil er sich versehentlich selbst erschoss. Im Zuge der Vorbereitung auf einen Mordprozess, bei dem er den Angeklagten verteidigen sollte, demonstrierte er einem anderen Anwalt, wie das angebliche Mordopfer sich selbst erschossen haben könnte. Dazu griff er zu einer Waffe, die er irrtümlich für entladen hielt. Aufgrund dieses Indizes wurde der Angeklagte später freigesprochen.[41][42]
- 1884: Allan Pinkerton, ein schottisch-amerikanischer Detektiv und Begründer der Pinkerton-Agentur, die als erste US-amerikanische Privatdetektei gilt, starb an einer Infektion; er hatte sich auf die Zunge gebissen, als er auf einem Gehweg in Chicago stolperte. Er nahm die Verletzung nicht ernst, doch die Wunde entzündete sich und er bekam Wundbrand, woran er schließlich starb.
- 1896: Die Britin Bridget Driscoll verstarb, nachdem sie am 17. August 1896 auf einer Straße in London von einem Automobil angefahren wurde. Driscoll wurde somit zum ersten Todesopfer eines Autounfalls.

## 20. Jahrhundert

### 1900er Jahre
- 1905: Die US-amerikanische Radiografin Elizabeth Fleischman verstarb am 3. August 1905 mit nur 38 Jahren an den Folgen einer Krebserkrankung, die sie sich durch den jahrelangen ungeschützten Umgang mit Röntgenstrahlen zugezogen hatte. Sie war laut dem San Francisco Examiner und der San Francisco Chronicle die zweite Person und die erste Frau, die an Strahlenexposition starb.
- 1908: Der US-amerikanische Offizier Thomas E. Selfridge wurde zum ersten Todesopfer der motorisierten Luftfahrt, als er am 17. September 1908 zusammen mit Orville Wright in einen Flugzeugabsturz verwickelt war und sich dabei schwere Schädelverletzungen zuzog.

### 1910er Jahre

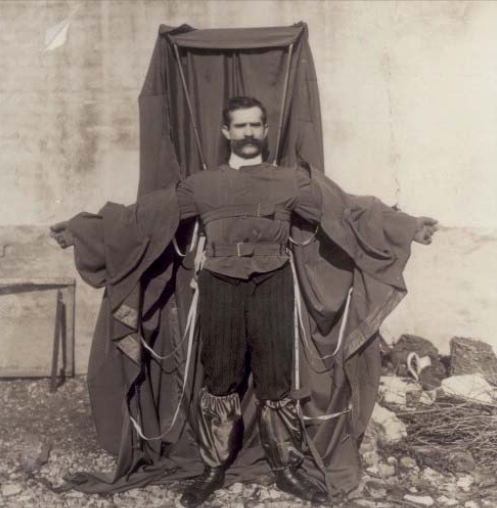
Franz Reichelt

- 1912: Der österreichische Schneider und Fallschirmkonstrukteur Franz Reichelt sprang am 4. Februar 1912 vor Reportern und Schaulustigen aus 57 m Höhe vom Eiffelturm und schlug nach vier Sekunden Fallzeit quasi ungebremst vor laufender Kamera auf dem Boden auf. Reichelt war auf der Stelle tot, Reanimationsversuche blieben erfolglos. Er wollte seinen Fallschirm zum ersten Mal testen und erhielt zuvor die Einverständniserklärung der Polizeipräfektur, aber nur unter der Voraussetzung, dass er seinen Versuch nicht selbst, sondern mit einer Puppe durchführte.
- 1913: Der belgische Automobilrennfahrer, -konstrukteur und Geschwindigkeitsweltrekordler Camille Jenatzy starb bei einem Jagdunfall. Er war sehr talentiert darin, Tiergeräusche nachzuahmen, wurde dabei, hinter einem Busch sitzend, versehentlich vom Verleger Alfred Madoux angeschossen und starb an der Schussverletzung auf dem Weg ins Krankenhaus.
- 1919: Bei der Melassekatastrophe von Boston am 15. Januar 1919 barst ein mit Melasse gefüllter Tank, worauf sich sein Inhalt als bis zu neun Meter hoher Schwall über die Bostoner Innenstadt ergoss. 21 Menschen verloren ihr Leben.

### 1920er Jahre

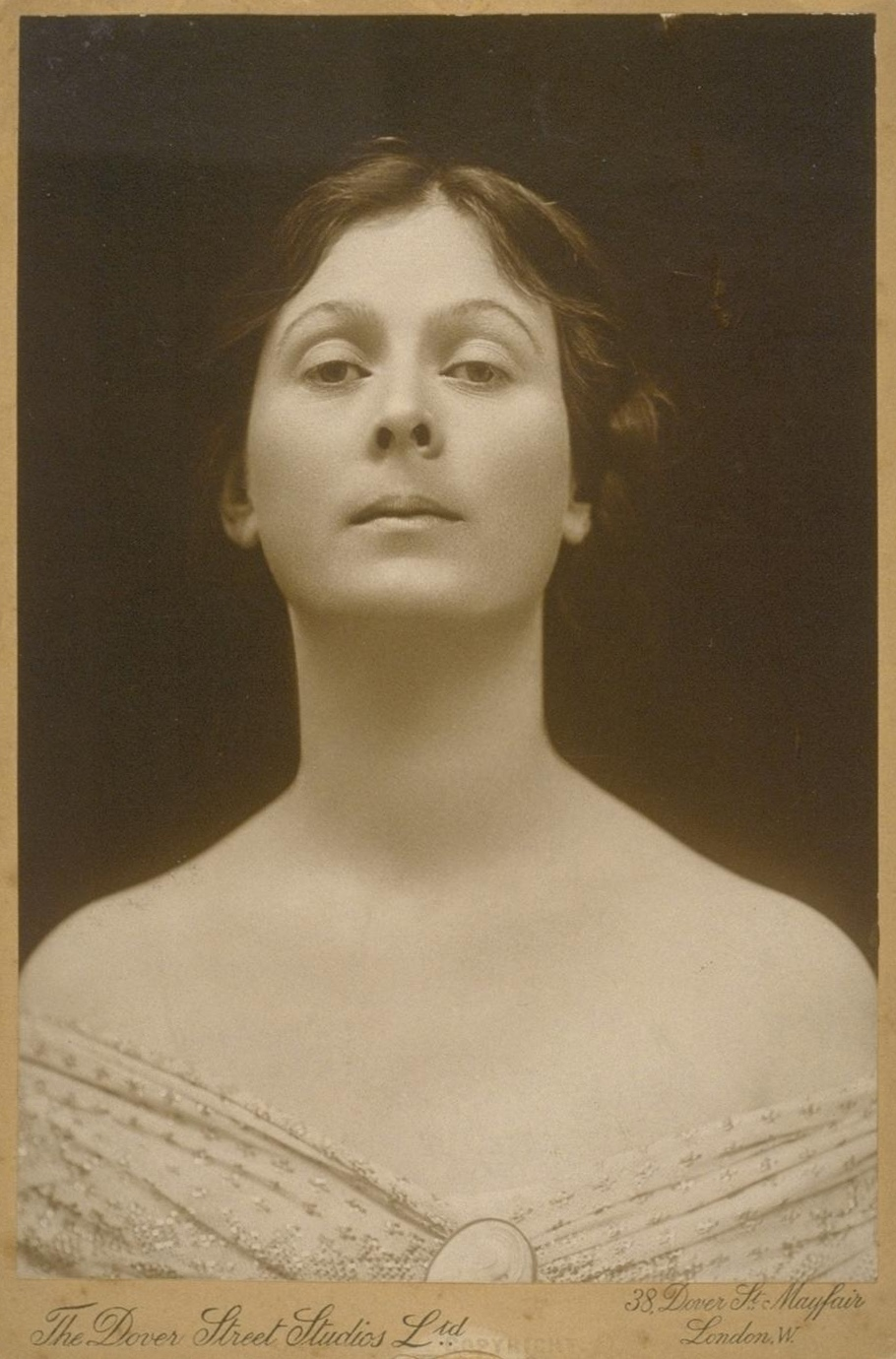
Isadora Duncan

- 1920: Der US-amerikanische Baseballspieler Ray „Chappie“ Chapman starb, zwölf Stunden nachdem er von einem Baseball an der Schläfe getroffen worden war. Der Pitcher war Carl Mays. Bis heute ist Chapman der einzige Spieler der Major League, der durch einen Hit by Pitch getötet wurde.[43][44]
- 1920: Dan Andersson, ein schwedischer Lyriker, starb im Hotel Hellman in Stockholm an einer Cyanidvergiftung. Vor seiner Ankunft hatte das Hotelpersonal in seinem Zimmer Cyanwasserstoff (Blausäure) versprüht, um es von Bettwanzen zu befreien. Danach wurde der Raum jedoch nicht ausreichend gelüftet. An derselben Vergiftung starb neben Andersson auch der Versicherungsinspektor Elliot Eriksson.[45][46]
- 1920: Alexander, König von Griechenland, ging durch den Nationalgarten in Athen, als sein Schäferhund von einem Berberaffen angegriffen wurde. Beim Versuch, den Hund zu verteidigen, wurde Alexander von beiden Tieren gebissen. Durch die infizierten Bisswunden erlitt er eine Blutvergiftung, die drei Wochen später tödlich für ihn endete.[47]
- 1923: George Herbert, 5. Earl of Carnarvon, war bei der von ihm beauftragten Öffnung von Pharao Tutanchamuns Grabstätte KV62 durch Howard Carter anwesend. Vier Monate später stach ihn ein Moskito in die Wange. Der Stich entzündete sich durch einen Schnitt beim Rasieren, was zu einer Blutvergiftung und schließlich zu einer tödlichen Lungenentzündung führte. Bereits zur Zeit der Öffnung des Grabes verbreitete sich die Vorstellung von einem Fluch des Pharao, dem auch George Herbert zum Opfer gefallen sein solle; wissenschaftlich ließ sich der Fluch jedoch nicht nachweisen.[48][49][50]
- 1925: Der Artist und Ringer Siegmund Breitbart wollte während eines Auftritts mit bloßer Hand einen Nagel durch fünf 25 mm dicke Bretter schlagen. Dabei trieb er sich diesen Nagel ins Knie, was ihm eine Blutvergiftung einbrachte. Trotz zehn Operationen und der Amputation beider Beine verstarb er acht Wochen später an den Folgen der Infektion.[51]
- 1926: Der 16-jährige Phillip McClean aus Queensland in Australien ist der erste bekannte Mensch, der von einem Kasuar getötet wurde. Als der Junge den Vogel auf dem Grundstück der Familie entdeckt hatte, wollten er und sein Bruder das Tier mit Knüppeln erschlagen. Der Helmkasuar schlug ihn allerdings zu Boden und trat auf ihn ein, wobei er mit seinen Krallen McCleans Halsschlagader aufriss. Obwohl der Junge noch weglaufen konnte, kollabierte er kurz darauf und starb aufgrund des Blutverlustes.[52][53]
- 1926: Harry Houdini, der bekannte Entfesselungskünstler, behauptete von sich, jeden Faustschlag in den Unterleib durch Anspannung seiner Bauchmuskulatur unversehrt überstehen zu können. Am 22. Oktober 1926 wurde er auf eigenes Verlangen hin von dem Studenten Jocelyn Gordon Whitehead in den Bauch geboxt. Houdini hatte jedoch zuvor schon an Bauchschmerzen gelitten, welche durch den Schlag von Whitehead noch verschlimmert wurden. Einige Tage später verstarb Houdini an einem Blinddarmdurchbruch mit daraus resultierender Bauchfellentzündung.[54]
- 1927: Isadora Duncan, eine US-amerikanische Tänzerin, wollte in einem offenen Amilcar in Nizza spazieren fahren, als sich ihr Schal vor der Abfahrt in den Radspeichen verfing. Durch den Ruck beim Anfahren brach sie sich das Genick.[55][56]

### 1930er Jahre
- 1932: Eben Byers, ein US-amerikanischer Golfer und Industrieller, starb an Krebs, hervorgerufen durch eine Überdosis Radium. Zur Behandlung einer Armverletzung empfahl ihm ein Arzt das Medikament Radithor, welches aus in Wasser gelöstem Radium bestand. Byers trank über einen Zeitraum von drei Jahren angeblich fast 1400 Flaschen Radithor, was unter anderem zum Verlust seines Unterkiefers und zu Gehirnschäden führte.[57][58]
- 1933: Michael Malloy alias Mike the Durable (Mike der Langlebige) und Iron Mike (Eisen-Mike), war ein obdachloser irischer Wanderarbeiter aus dem County Donegal, der während der 1920er und 1930er Jahre in New York lebte. Bekanntheit erlangte der ehemalige Feuerwehrmann dadurch, dass er neun Mordanschläge überlebte, die fünf Bekannte (später als „Murder Trust“ in den Schlagzeilen) zum Zwecke eines Versicherungsbetrugs auf ihn verübten. Sie wollten an das Geld aus den Lebensversicherungen herankommen, die sie auf Malloy abgeschlossen hatten. Der zehnte Mordversuch war schließlich erfolgreich, und Malloy starb an einer Kohlenstoffmonoxidvergiftung durch Stadtgas.[59]
- 1936: Ein Brite namens John Russell Makinson wurde 1915 als Soldat in der Schlacht von Gallipoli eingesetzt. Während der Kampfhandlungen traf ihn eine feindliche Kugel mitten ins Herz. Makinson überlebte, doch die Kugel verblieb in seinem Körper. Als er 21 Jahre später mit seiner Ehefrau eine Seereise zum ehemaligen Kriegsschauplatz machte, bewegte sich der Fremdkörper in seinem Herzen, woran er schließlich starb.[60][61]
- 1938: Ödön von Horváth war ein auf Deutsch schreibender österreichisch-ungarischer Schriftsteller ungarischer Staatsbürgerschaft. Ein Wahrsager prophezeite Horváth, dass ihm in den ersten Tagen des Juni 1938 auf einer Reise „das bedeutendste Ereignis seines Lebens“ bevorstehe. Daraufhin benutzte der abergläubische Horváth u. a. keine Fahrstühle mehr. An seinem Todestag traf er sich in Paris noch mit dem deutsch-amerikanischen Regisseur Robert Siodmak. Das Angebot der Siodmaks, ihn mit dem Auto ins Hotel zurückzubringen, lehnte er mit der Begründung ab, dies sei zu gefährlich. Auf seinem Weg nach Hause wurde er dann von einem herabstürzenden Ast erschlagen.[62][63][64][65][66][67]

### 1940er Jahre

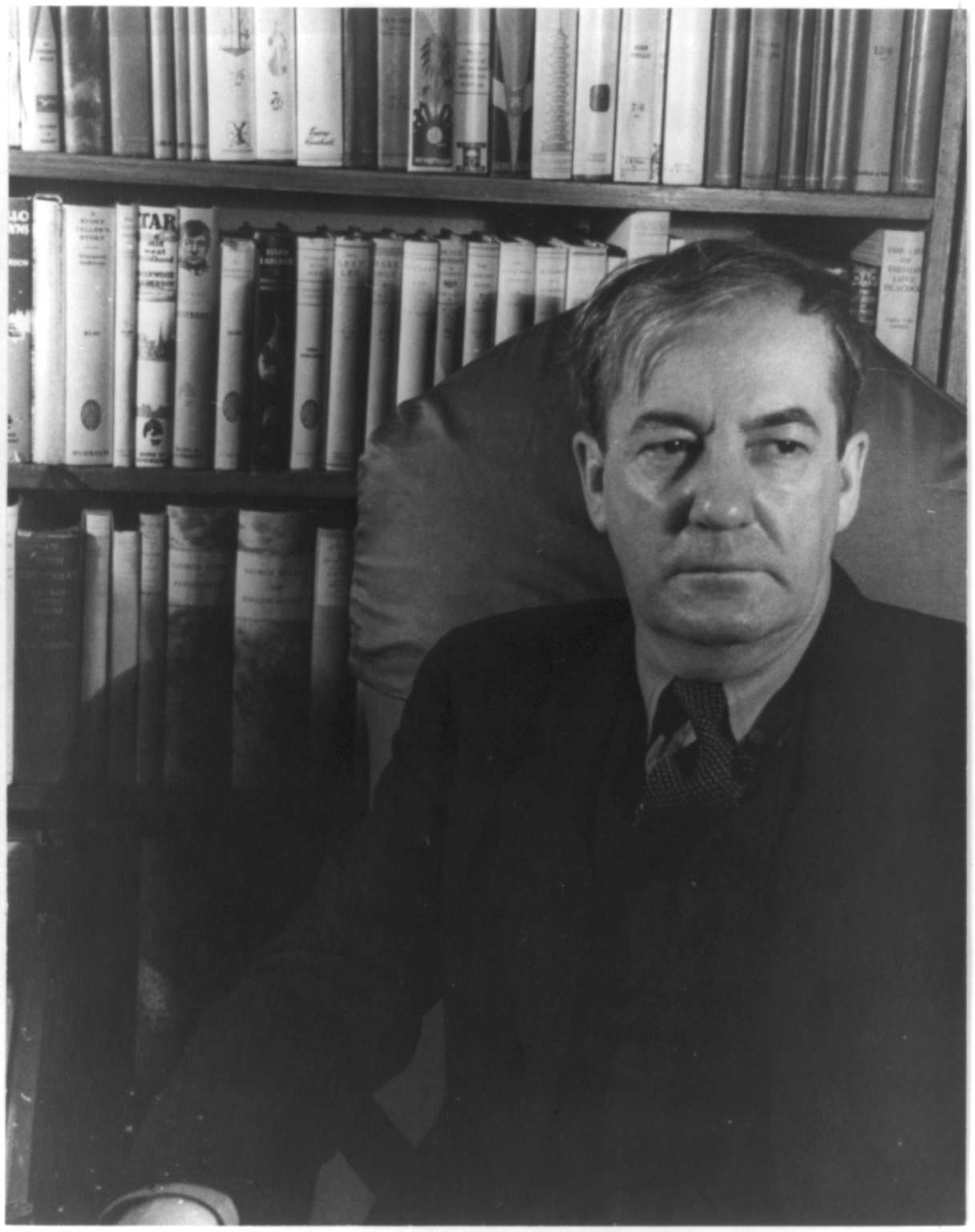
Sherwood Anderson

- 1941: Der US-amerikanische Schriftsteller Sherwood Anderson starb an einer Bauchfellentzündung, verursacht durch einen verschluckten Zahnstocher.[68][69]
- 1944: Der Chemiker und Erfinder Thomas Midgley erkrankte mit 51 Jahren an Kinderlähmung, die ihn schwer behinderte. Er entwarf ein Flaschenzugsystem, das ihn aus dem Bett in den Rollstuhl heben sollte. Midgley starb, als er sich im Alter von 55 Jahren in den Seilen der Vorrichtung verhedderte und strangulierte.[70][71]
- 1945: Mindestens drei Tote sowie Kriegsgefangenschaft für 46 deutsche Soldaten hatte die fehlerhafte Bedienung der Bordtoilette in dem U-Boot U 1206 zur Folge.
- 1945: Harry Daghlian, ein US-amerikanischer Physiker, ließ bei seiner Arbeit am Manhattan-Projekt versehentlich einen Wolframcarbid-Quader auf einen 6,2 kg schweren Plutoniumkern fallen. Das System wurde dadurch prompt überkritisch, und Daghlian wurde einer Strahlenbelastung von geschätzten 5,1 Sievert ausgesetzt. Drei Wochen später starb er an der Strahlenkrankheit und war damit das erste Opfer eines Nuklearunfalls.[72][73]
- 1946: Louis Slotin, kanadischer Physiker und Chemiker, starb ebenfalls an der Strahlenkrankheit, nachdem er am selben Plutoniumkern experimentiert hatte, der auch Harry Daghlian das Leben gekostet hatte. Slotin umschloss den Kern zu Demonstrationszwecken mit zwei Beryllium-Halbschalen, die vorschriftswidrig lediglich durch einen Schraubenzieher auseinandergehalten wurden. Als dieser Schraubenzieher versehentlich wegrutschte und die Schalen sich berührten, wurde die Anordnung überkritisch, und Slotin erhielt die tödliche Strahlendosis von 21 Sievert, der er nach nur neun Tagen erlag. Der Versuchskern erhielt nach diesen zwei Vorfällen den Beinamen Demon Core („Dämonen-Kern“).[74][75]
- 1948: Auf einem Passagierflug der United Airlines ertönte ein Warnsignal, das einen Brand im Frachtabteil anzeigte. Die Piloten aktivierten daraufhin die Brandlöschanlage, die Kohlendioxid in den Frachtraum pumpte, vergaßen dabei aber, die für diesen Schritt notwendigen Prozeduren zu befolgen. Ein Ventil blieb geöffnet und das Gas strömte ins Cockpit, so dass die Besatzung erstickte und die Maschine abstürzte. Später stellte sich heraus, dass es sich bei dem Warnton um einen Fehlalarm gehandelt hatte (siehe auch United-Air-Lines-Flug 624).

### 1950er Jahre
- 1953: Ronald Maddison, ein 20-jähriger Soldat der Royal Air Force, ließ sich für 15 Shilling mit 20 Tropfen des chemischen Kampfstoffes Sarin beträufeln und starb trotz sofortiger medizinischer Notfallversorgung.

### 1960er Jahre

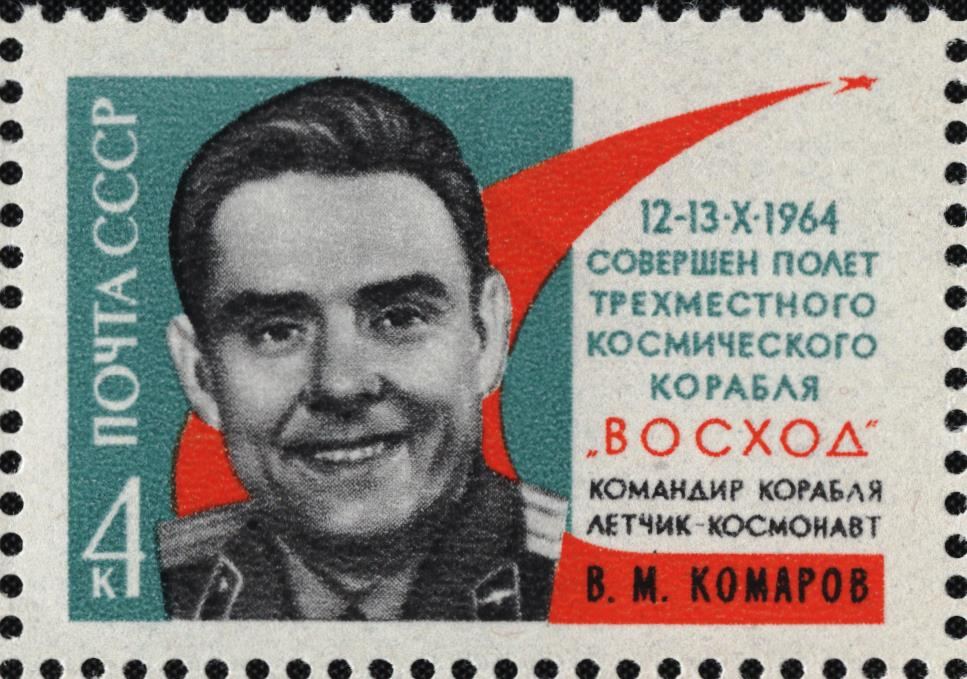
Sowjetische Briefmarke zu Ehren von Wladimir Komarow, dem ersten Menschen, der während einer Weltraummission starb.

- 1960: Bei der Nedelin-Katastrophe auf dem Weltraumbahnhof Baikonur starben zwischen 92 und 200 sowjetische Raketentechniker und Angehörige des Militärs, weil versehentlich ein Schalter betätigt wurde, der die zweite Stufe einer Interkontinentalrakete zündete. Dabei zerriss diese die Tanks der darunterliegenden ersten Stufe und löste eine Explosion aus. Unter den Opfern war auch der Hauptmarschall der Artillerie, Mitrofan Nedelin, der acht Meter von der Rakete entfernt auf einem Stuhl gesessen hatte. Von ihm blieben nur sein Orden Held der Sowjetunion und eine Schulterklappe der Uniform übrig.[76][77][78]
- 1960: Asanuma Inejirō, der Vorsitzende der Sozialdemokratischen Partei Japans, wurde während einer Wahlkampfrede im Fernsehen mit einem japanischen Kurzschwert (Wakizashi) erstochen. Der Attentäter war der 17-jährige rechtsextremistische Ultranationalist Otoya Yamaguchi.[79][80]
- 1960: Der britische Formel-1-Fahrer Alan Stacey verunglückte am Steuer seines Lotus 18 beim Großen Preis von Belgien in Spa, als ein Vogel das Visier seines Helms durchschlug und Stacey die Kontrolle über das Auto verlor.[81][82]
- 1961: Walentin Wassiljewitsch Bondarenko, ein sowjetischer Kosmonautenanwärter, starb während eines Trainingsaufenthaltes in einer Druckkabine. In der Kammer mit reiner Sauerstoffatmosphäre brach ein Feuer aus, das sich explosionsartig ausdehnte und bei Bondarenko Verbrennungen dritten Grades an 90 Prozent seines Körpers verursachte. Durch den großen Druckunterschied ließen sich die Kabinentüren nicht schnell genug öffnen, um ihn zu retten.[83][84]
- 1966: Der US-amerikanische Fallschirmspringer Nick Piantanida starb vier Monate nach dem Versuch, den Weltrekord für den höchsten Fallschirmsprung zu brechen, an den Folgen eines temporären Sauerstoffmangels. Während des Aufstiegs öffnete sich in 17 Kilometern Höhe aus unbekannten Gründen seine Sauerstoffmaske (die geplante Endhöhe lag bei 36 Kilometern); der Sprung konnte daher nicht mehr stattfinden. Aufgrund der Unterversorgung des Gehirns fiel Piantanida in ein Koma, aus dem er bis zu seinem Tode nicht mehr erwachte.[85][86]
- 1967: Die NASA-Astronauten Gus Grissom, Edward Higgins White und Roger B. Chaffee verbrannten während einer Übung in der Apollo-1-Kapsel. Nach einem Kurzschluss breitete sich das Feuer in der Sauerstoffatmosphäre der Kapsel rasant aus. Wie bereits 1961 bei Walentin Wassiljewitsch Bondarenko ließen sich wegen des Überdrucks die Luken der Kabine nicht öffnen, sodass es keine Rettungsmöglichkeit gab.[87][88]
- 1967: Der Kosmonaut Wladimir Michailowitsch Komarow war der erste Mensch, der während einer Weltraummission starb. Beim Wiedereintritt in die Erdatmosphäre öffneten sich weder der Brems- noch der Notfallschirm seiner Sojus-1-Kapsel, und Komarow schlug ungebremst mit 140 km/h auf der Erdoberfläche auf und starb.[89]

### 1970er Jahre

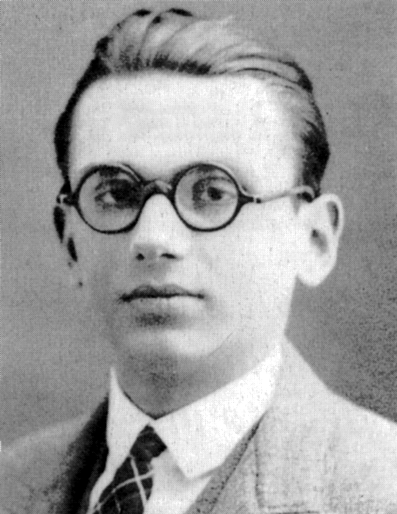
Kurt Gödel

- 1971: Die Kosmonauten Georgi Dobrowolski, Wladislaw Wolkow und Wiktor Pazajew starben durch ein leckendes Ventil in ihrem Sojus-11-Raumschiff kurz vor dem Wiedereintritt in die Erdatmosphäre. Der Tod der drei Kosmonauten wurde erst bemerkt, als die Bergungsmannschaft am Boden die Luken der Kapsel öffnete, da die Landung vollautomatisch durchgeführt worden war. Dobrowolski, Wolkow und Pazajew sind bislang die einzigen bekannten Menschen, die außerhalb der Erdatmosphäre starben.[90][91]
- 1974: Christine Chubbuck, eine US-amerikanische Nachrichtensprecherin, beging am 15. Juli 1974 vor laufender Kamera Suizid. Acht Minuten nach Beginn ihrer Sendung Suncoast Digest auf WXLT-TV schoss sie sich mit einem Revolver Kaliber .38 selbst in den Kopf. Sie starb wenig später im Krankenhaus von Sarasota, Florida.[92][93]
- 1977: Der einst in der italienischen Fußballnationalmannschaft spielende Luciano Re Cecconi starb, als er mit zwei Freunden einen Juwelierladen betrat und scherzhaft „Dies ist ein Raub“ rief, woraufhin er vom Besitzer, der ihn nicht erkannte und erst kurz vorher schon zweimal Opfer eines Raubüberfalls wurde, erschossen wurde.[94]
- 1977: Der britische Rennfahrer Tom Pryce starb beim Großen Preis von Südafrika in Kyalami, als er vom Feuerlöscher eines Streckenpostens im Gesicht getroffen wurde. Der Streckenposten Frederik Jansen Van Vuuren hatte gerade die Piste überquert, um das in Brand geratene Fahrzeug von Pryces Teamkollegen Renzo Zorzi zu löschen. Die Unfallstelle lag hinter einer Bergkuppe, Van Vuuren war daher für die Piloten auf der Strecke nicht zu sehen. Pryce hatte keine Möglichkeit zu reagieren und erfasste Van Vuuren mit einer Geschwindigkeit von 280 km/h. Beide Männer waren sofort tot.[95][96]
- 1978: Georgi Markov, ein bulgarischer Schriftsteller und Dissident, wurde in London Opfer eines sogenannten Regenschirmattentats: Der Attentäter verletzte Markov scheinbar zufällig mit der Spitze eines präparierten Regenschirms. Dabei wurde eine imprägnierte kleine Metallkugel in seine Wade gestochen, die mit 40 Mikrogramm hochgiftigem Rizin gefüllt war. Drei Tage nach dem Anschlag starb Markov an Herzversagen.[97][98]
- 1978: Die britische Medizinfotografin Janet Parker starb an den Pocken, zehn Monate nachdem die Krankheit in freier Wildbahn ausgerottet worden war. Ein Forscher entließ beim Experimentieren versehentlich einige der Erreger in die Luft des Gebäudes, in dem Parker in einer Dunkelkammer arbeitete. Sie infizierte sich und ist der letzte bekannte Mensch, der durch die Pocken zu Tode kam.[99][100]
- 1978: Der österreichisch-amerikanische Mathematiker und Logiker Kurt Gödel verhungerte, als seine Frau wegen eines Schlaganfalls für sechs Monate im Krankenhaus lag. Gödel war extrem paranoid und verweigerte alle Speisen, die nicht von seiner Frau zubereitet waren.[101][102]
- 1978: Eine Boeing 737-200 der Indian Airlines mit 105 Menschen an Bord befand sich zu nächtlicher Stunde im Anflug auf den Flughafen Hyderabad. Kurz bevor die Maschine auf der Landebahn aufsetzte, bemerkten die Piloten einen Menschen, der mit dem Rücken zur anfliegenden Maschine über die Mittelspur der Landebahn lief. Die Piloten konnten kein Ausweichmanöver mehr unternehmen, die Maschine erfasste und tötete den Fußgänger.[103]
- 1979: Robert Williams, ein Arbeiter bei Ford, war der erste bekannte Mensch, der durch einen Roboter ums Leben kam, nachdem ihn der Arm eines Industrieroboters am Kopf getroffen hatte.[104][105]

### 1980er Jahre
- 1980: Die Bürgermeisterin von Betterton, Maryland fiel in einen Abwassertank, den sie reinigen wollte, und ertrank.[106]
- 1980: In einer Lockheed L-1011 TriStar der Saudia starben alle 301 Insassen nach einem Feuer, weil die Piloten das Flugzeug nach erfolgreicher Notlandung nicht sofort zum Stehen brachten und bei der Evakuierung einen gravierenden Fehler machten. Denn der Unfall hätte eigentlich überlebt werden können, wenn die Rettungskräfte gewusst hätten, wie die Türen von außen zu öffnen gewesen wären (siehe Saudia-Flug 163).

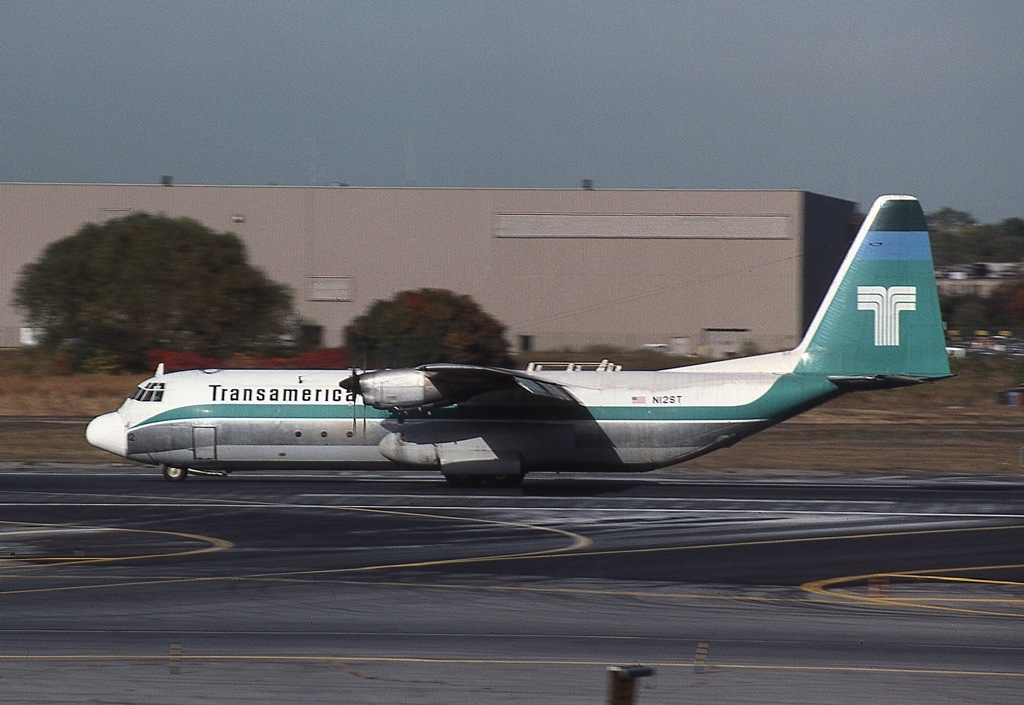
Eine Lockheed L-100 Hercules der Transamerica Airlines

- 1980: Ein Fallschirmspringer wurde in Kalifornien in der Luft von einem großen Transportflugzeug des Typs Lockheed L-100 Hercules der Transamerica Airlines erfasst, das sich im Landeanflug befand. Die Flugsicherung legte dem verunglückten Fallschirmspringer zur Last, nicht gemeldet zu haben, dass er in dem Gebiet einen Sprung hatte durchführen wollen.[107]
- 1981: Der US-amerikanische Regisseur Boris Sagal starb bei Dreharbeiten für die Miniserie World War III. Er lief in den Heckrotor eines Hubschraubers und wurde dabei fast vollständig enthauptet.[108][109]
- 1982: Der Schauspieler Vic Morrow und die Kinderdarsteller Myca Dinh Le (7) und Renee Shin-Yi Chen (6) starben bei den Dreharbeiten zum Film Unheimliche Schattenlichter. Die drei Schauspieler sollten einen künstlichen Fluss durchqueren und dabei von einem Hubschrauber gejagt werden. Der Helikopter wurde von einer pyrotechnisch erzeugten Explosion erfasst und stürzte auf die Darsteller, wobei Morrow und Myca Dinh Le von den Rotorblättern enthauptet und Renee Shin-Yi Chen von einer der Kufen durchbohrt wurde. Alle drei waren sofort tot, die Hubschrauberbesatzung wurde nur leicht verletzt.[110][111]
- 1982: Während der Fechtweltmeisterschaften in Rom traf der sowjetische Fechter Wladimir Smirnow am 19. Juli auf den westdeutschen Fechter Matthias Behr. Während des Kampfes brach Behrs Klinge und bohrte sich durch Smirnows Maske durch sein Auge ins Gehirn.[112] Smirnow starb acht Tage später in einem Krankenhaus in Rom.[113]
- 1982: Auf einem Frachtflug musste sich der Erste Offizier einer Swearingen SA227-AC Metro III der Pioneer Airlines (N30093) während des Anflugs auf Pueblo, Colorado, erbrechen. Beim Versuch, seinem Kollegen zu helfen, um ein Ersticken durch Aspiration von Mageninhalt zu verhindern, achtete der Kapitän nicht auf die Flughöhe, so dass die Maschine ins Gelände flog. Dabei kamen beide Piloten, die einzigen Insassen der Maschine, ums Leben (siehe auch Flugunfall einer Swearingen Metro der Pioneer Airlines).
- 1982: Da einem Passagier eines Linienfluges in der Volksrepublik China eine brennende Zigarette in eine unzugängliche Spalte zwischen die Sitzschiene und Kabinenwand einer Iljuschin Il-18 gefallen war, entwickelte sich ein Feuer. Das Flugzeug konnte zwar am Zielflughafen landen, 25 Passagiere starben jedoch, ehe die Maschine vollständig evakuiert werden konnte (siehe auch CAAC-Flug 2311).

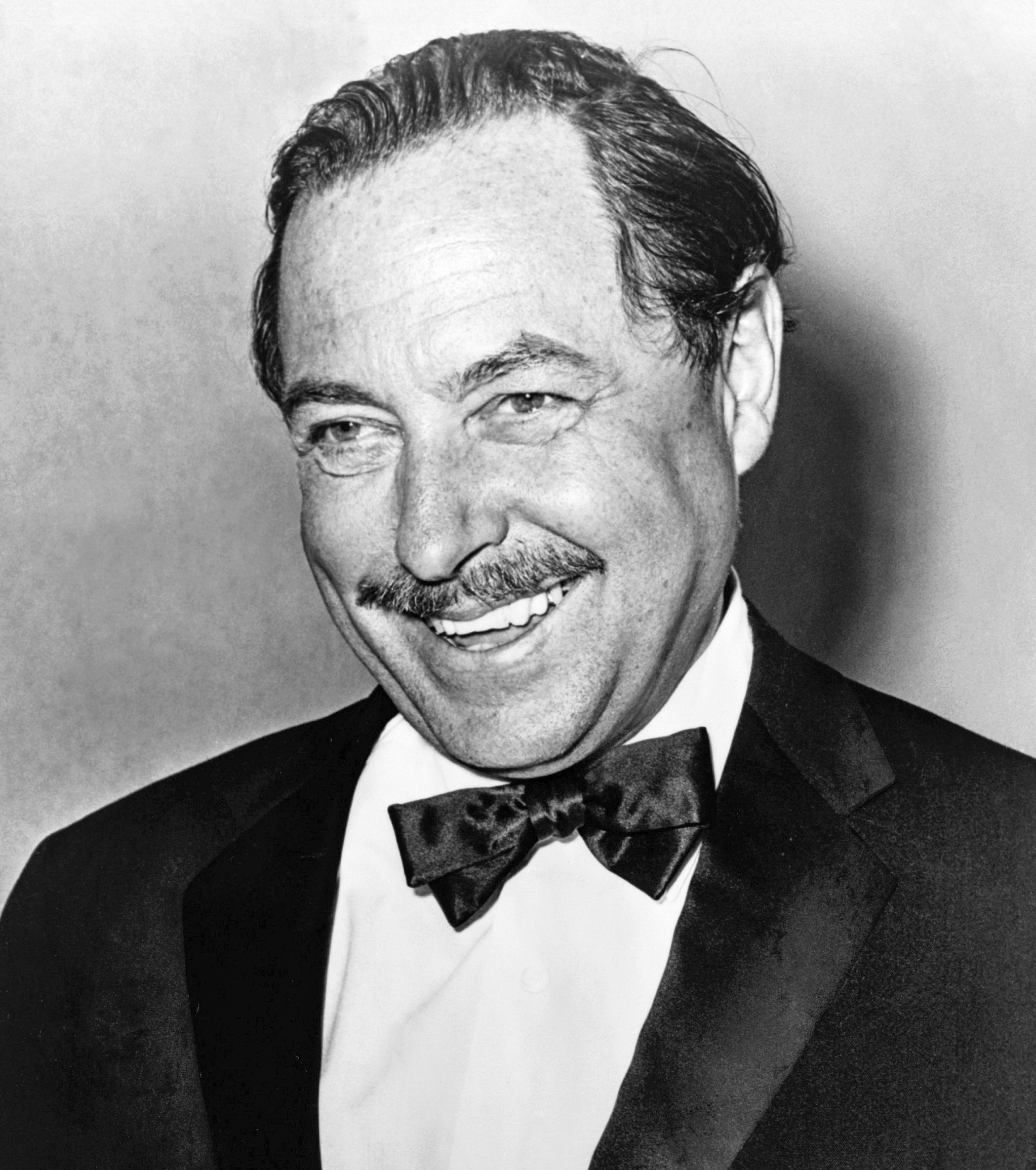
Tennessee Williams

- 1983: Der US-amerikanische Schriftsteller Tennessee Williams erstickte im Hotel Elysée in New York an einer Verschlusskappe für Augentropfen. Wahrscheinlich hielt er den Verschluss mit dem Mund fest, während er sich zurücklehnte und die Augentropfen benutzte.[114][115]
- 1983: Bei einem Dekompressionsunfall auf der Byford Dolphin starben vier Taucher und ein Assistent, als es innerhalb des Bruchteils einer Sekunde zu einem explosiven Abfall des Kammerdrucks von neun auf eine Atmosphäre gekommen war. Einer der Taucher, der dem höchsten Druckgradienten ausgesetzt war, explodierte aufgrund der abrupten Ausdehnung der körperinternen Gase. Alle seine Gliedmaßen sowie Brust- und Unterleibsorgane, einschließlich der Brustwirbelsäule, schossen aus dem Körper und wurden durch die 60 cm große Luke zur Druckkammer geschleudert.
- 1984: Der deutsche Lebensmitteltechniker Günther Stoll wurde um drei Uhr morgens in der Nähe von Hagen nackt und schwerverletzt in seinem Auto aufgefunden. In den Stunden davor war bereits Mysteriöses geschehen: Er hatte „YOGTZE“ auf einen Zettel geschrieben, seiner Frau „Jetzt geht mir ein Licht auf!“ zugerufen und zu einer anderen Frau gesagt, dass sich in der folgenden Nacht etwas Fürchterliches ereignen würde. Der Fall wurde in der Bundesrepublik Deutschland als YOGTZE-Fall bekannt.
- 1984: Der amerikanische Schauspieler Jon-Erik Hexum starb, als er sich während einer Drehpause einen mit Platzpatronen geladenen .44-Magnum-Revolver an die Schläfe setzte und abdrückte. Ihm war nicht bewusst, dass Platzpatronen mit Papier oder Plastik als Einlage gefüllt waren und dass dieses Füllmaterial mit einer derart starken Beschleunigung aus dem Lauf abgefeuert wird, dass schwere Verletzungen bis zum Tod die Folge sein können, wenn die Waffe aus so kurzer Distanz abgefeuert wird.
- 1986: Über 1.700 Menschen starben am Nyos-See in Kamerun, als der See plötzlich 1,6 Mio. Tonnen Kohlenstoffdioxid ausgaste (eine sogenannte „limnische Eruption“). Das CO2 strömte in zwei nahe liegende Täler und tötete dort Menschen und Tiere in bis zu 25 km Entfernung. Die Ursache für die Ausgasung ist bis heute nicht bekannt. Bereits 1984 waren am Manoun-See (ebenfalls Kamerun) 37 Menschen bei einem ähnlichen Vorfall ums Leben gekommen.[116][117]
- 1987: Der Politiker und Leiter der Finanzbehörde von Pennsylvania Robert Budd Dwyer erschoss sich als zweiter Mensch vor laufender Kamera in einer von ihm selbst einberufenen Pressekonferenz.[118]
- 1987: Müllsammler brachen in eine ehemalige radiologische Praxis in der brasilianischen Stadt Goiânia ein und stahlen ein Gerät zur Strahlentherapie. Sie verkauften das Gerät an den Schrotthändler Devair Alves Ferreira, der es aufbrach und so fasziniert von dem im Dunkeln blau leuchtenden Caesiumchlorid war, dass er das Pulver unter Familienmitgliedern und Freunden verteilte. Vier Menschen starben an der Strahlenkrankheit, 249 Personen waren schwer kontaminiert und mussten in Quarantäne gebracht werden (siehe: Goiânia-Unfall).
- 1989: Der Psychiater, Psychoanalytiker und Aggressionsforscher Friedrich Hacker starb vor laufender Kamera bei einer vom ZDF live übertragenen Diskussion.

### 1990er Jahre
- 1993: Der Schauspieler Brandon Lee starb bei einem Unfall während der Dreharbeiten zum Film The Crow – Die Krähe. Er wurde von einem Teil einer Pistolenkugelattrappe getroffen, welche sich unbemerkt im Lauf verklemmt hatte. Beim Schuss des Schauspielers Michael Massee wurde diese durch den Explosionsdruck der Platzpatronen herausgeschleudert und traf ihn tödlich.[119]
- 1993: Eine McDonnell Douglas MD-82 der China Northern Airlines schlug mehrere Kilometer vor dem Zielflughafen auf, wobei 12 Passagiere starben. Die Piloten hatten eine falsche Sinkrate eingegeben und die anschließenden Warnungen des Bordcomputers vor einer Kollision mit dem Boden (Glideslope! – Too low terrain! – Pull up!) aufgrund mangelhafter Englischkenntnisse nicht verstanden (siehe: China-Northern-Airlines-Flug 6901).
- 1993: Der 39-jährige Anwalt Garry Hoy wollte am 3. Juli 1993 einer Gruppe Studenten die Unzerbrechlichkeit der Glasfenster des Toronto-Dominion Centre demonstrieren. Er warf sich gegen die Scheibe, was er nicht zum ersten Mal tat, doch tragischerweise löste sich dieses Mal das Fenster aus der Wand und Garry Hoy stürzte 24 Stockwerke tief in den Tod.[120]
- 1994: Der Flugkapitän der Aeroflot, Jaroslaw Kudrinski, lud während eines Passagierflugs von Moskau nach Hongkong seine beiden Kinder ins Cockpit des Airbus A310-300 ein und ließ zuerst seine 12-jährige Tochter Jana und anschließend seinen 15-jährigen Sohn Eldar im Pilotensitz Platz nehmen und das Steuerhorn halten, während der Autopilot eingeschaltet war. Der Sohn aktivierte dabei versehentlich eine Funktion des Autopiloten, die selbst erfahrenen Piloten damals nicht bekannt war. Die Maschine geriet in eine abnorme Fluglage und stürzte ab, wodurch 75 Menschen den Tod fanden (siehe: Aeroflot-Flug 593).
- 1996: Ein Mann aus Haslemere, England starb, als er sich Tampons in beide Nasenlöcher steckte, um damit sein Schnarchen zu unterdrücken.[121]
- 1997: Karen Wetterhahn, eine Chemieprofessorin am Dartmouth College, starb an einer Quecksilbervergiftung, zehn Monate nachdem einige Tropfen Dimethylquecksilber auf ihren Schutzhandschuhen gelandet waren. Obwohl die Wissenschaftlerin alle Vorsichtsmaßnahmen im Umgang mit der Chemikalie beachtet hatte, durchdrang diese Handschuhe und Haut innerhalb von Sekunden. Nach diesem Vorfall wurde die standardmäßige Verwendung von Dimethylquecksilber in der Kernspinresonanzspektroskopie eingestellt und die Sicherheitsdatenblätter wurden entsprechend aktualisiert.[122][123]
- 1997: Soldaten der aserbaidschanischen Armee, die von einer Schießübung zurückkehrten, schossen zur Unterhaltung mit Maschinengewehren auf Verkehrsschilder. Als eine auf einem Testflug befindliche Jak-40 der Azerbaijan Airlines an den Soldaten vorbeiflog, trafen Fehlschüsse die Maschine, die daraufhin abstürzte; alle sechs Personen an Bord kamen ums Leben (siehe: Flugunfall bei Gəncə).
- 1999: Unabhängig voneinander brachten zwei Passagiere einer McDonnell Douglas MD-90 der taiwanischen Uni Air Gegenstände an Bord, die sich als Gefahrgüter herausstellen sollten. Ein Passagier hatte zwei mit Silikon versiegelte und mit Benzin gefüllte Bleichmittelflaschen dabei, ein anderer eine Motorradbatterie. In den Staufächern für das Handgepäck wurden die Bleichmittelflaschen undicht, worauf dort ein Sauerstoff-Benzin-Gemisch entstand. Als die Maschine auf dem Flughafen Hualien aufsetzte, kam es zu einem Kurzschluss in der Motorradbatterie, der die Benzindämpfe entzündete. Ein Mensch wurde bei dem Zwischenfall getötet (siehe: Uni-Air-Flug 873).

## 21. Jahrhundert

### 2000er Jahre
- 2001: Bernd Brandes ließ sich in Rotenburg freiwillig durch Armin Meiwes töten, um durch diesen verspeist zu werden, was dieser teilweise tat. Meiwes, von den Medien auch als der „Kannibale von Rotenburg“ bezeichnet, wurde letztendlich wegen Mordes verurteilt.
- 2001: An Bord eines Flugzeugs der Nationalgarde von Florida wurde die Last ungleich verteilt. Die Maschine mit ihren 21 Insassen stieg dennoch ohne Probleme auf und ließ sich fliegen. Als der Flugkapitän unterwegs jedoch zur Toilette ging, verlagerte sich der Schwerpunkt der Maschine derart, dass es zum Kontrollverlust kam und das Flugzeug abstürzte (siehe auch Priority-Air-Transport-Flug 528).[124]
- 2002: Die Piloten eines Regionalflugzeugs in Sabang, Indonesien, wollten gerade von der Parkposition zur Startbahn rollen, als ein Passagier, der sich verspätet hatte, aus dem Terminal gerannt kam und in den laufenden Propeller der Maschine rannte (siehe: Flugunfall einer CASA Aviocar auf dem Maimun Saleh Airport 2002).
- 2003: Die britische Meeresbiologin Kirsty Brown ertrank im Juli des Jahres 2003 nahe der Rothera-Station in der Antarktis, als sie beim Schnorcheln von einem Seeleoparden gepackt und unter Wasser gezogen wurde. Dieser Vorfall gilt als der erste bekannte Todesfall, der durch einen Seeleoparden verursacht wurde.[125]
- 2003: Der US-Amerikaner Brian Wells überfiel mit einem um seinen Hals geschnallten Sprengsatz eine Bank und kam durch eben diesen kurz nach seiner Verhaftung ums Leben. Die Ermittler gehen davon aus, dass Wells zusammen mit anderen Mittätern den Überfall geplant hat.
- 2005: Kenneth Pinyan, ein US-amerikanischer Ingenieur, starb an den Folgen einer Darmperforation, nachdem er zuvor passiven Analverkehr mit einem Hengst hatte (Zoophilie).
- 2006: Der australische Tierfilmer Steve Irwin starb, als er sich bei Unterwasseraufnahmen einem Stachelrochen auf kürzeste Entfernung genähert hatte. Als das Tier sich verteidigte, wurde er von dessen Stachel ins Herz getroffen.
- 2006: Alexander Walterowitsch Litwinenko, ehemaliger FSB-Agent, der zum britischen Geheimdienst MI6 überlief, starb an den Folgen einer durch Polonium-210 verursachten Strahlenkrankheit. Das Polonium war ihm vermutlich über kontaminierten Tee verabreicht worden.
- 2007: Der Vizebürgermeister von Delhi wurde von einer Horde Rhesusaffen attackiert und stürzte von seiner Terrasse im ersten Stock. Er verstarb einen Tag später an den erlittenen Kopfverletzungen.[126]
- 2008: Adelir Antonio de Carli, ein brasilianischer Priester, wollte mithilfe von Helium-Ballons für 19 Stunden durch die Luft schweben und so einen Weltrekord brechen, um für sein Projekt – einen Ruheraum für Lastwagenfahrer – zu werben. Er unterschätzte jedoch den Wind, der ihn aufs offene Meer hinaustrieb. Zwar hatte er ein Funkgerät dabei, konnte aber mit dem GPS nicht umgehen.[127]
- 2009: Die kanadische Folksängerin Taylor Mitchell wurde von zwei Kojoten angegriffen und tödlich verletzt. Sie ist die zweite erwachsene Person, die in Nordamerika nachweislich durch einen solchen Angriff ums Leben gekommen ist.[128][129]
- 2009: Larry M., ein 25-jähriger Mann aus Council Bluffs in Iowa, wurde im November 2009 als vermisst gemeldet. Erst Anfang 2019 wurde sein Verschwinden mit dem Fund seiner sterblichen Überreste aufgeklärt. M. war offenbar an seinem Arbeitsplatz, einem Supermarkt, auf einen Gefrierschrank geklettert; Angestellte nutzten diesen Bereich als ruhigen Pausenort. M. stürzte wahrscheinlich in einen Spalt zwischen Schrank und Wand, aus dem er sich nicht befreien konnte und aufgrund des Lärms der Kompressoren auch nicht gehört werden konnte.[130]

### 2010er Jahre
- 2010: Michael Edwards, Cellist der Band Electric Light Orchestra, verunglückte in Devon tödlich, als ein 600 kg schwerer Heuballen einen Steilhang hinabrollte und mit seinem Auto kollidierte.[131]
- 2010: Der Segway-Chef Jimi Heselden fuhr mit einem elektrischen Stehroller über eine Klippe und stürzte ab.[132]
- 2010: Bei einem Flugunfall in der Demokratischen Republik Kongo starben 20 Menschen. Ein Passagier hatte ein Krokodil an Bord eines Regionalflugzeugs gebracht, das sich im Anflug auf Bandundu aus seiner Tasche befreien konnte. Es kam zu einer Massenpanik, die Passagiere rannten in den vorderen Teil des Flugzeugs. Dadurch verlagerte sich der Schwerpunkt der Maschine, die demzufolge abstürzte (siehe: Absturz einer Let L-410 der Filair bei Bandundu).
- 2011: Bei einer Demonstration gegen die Motorrad-Helmpflicht im US-Bundesstaat New York, bei der sich die Teilnehmer demonstrativ ohne Helme auf ihren Motorrädern fortbewegten, stürzte der 55-jährige Philip Contos bei einem Bremsmanöver mit dem Kopf voraus auf den Asphalt und erlag seinen Verletzungen, die laut Polizei bei Tragen eines Helmes nicht tödlich gewesen wären.[133]
- 2011: Ein 23-Jähriger starb in Düsseldorf beim Versuch, sein Handy und seine Schlüssel aus einem Gully zu holen. Er begab sich kopfüber in den Schacht und blieb stecken.[134]
- 2011: Der Schauspieler Dietmar Mues und dessen Ehefrau Sibylle, der Sozialwissenschaftler Günter Amendt und die Bildhauerin Angela Kurrer starben, als sie im Hamburger Stadtteil Eppendorf auf dem Gehweg von einem Auto erfasst wurden; der Schauspieler Peter Striebeck und seine Frau wurden verletzt. Obwohl der Fahrer an Epilepsie litt, Antiepileptika einnahm, am Vorabend Marihuana konsumiert hatte und bereits mehrfach schwere Verkehrsunfälle verursacht hatte, erklärte er bis zuletzt, er sei vor dem Unfall von einem epileptischen Anfall völlig überrascht worden.[135]
- 2012: Ein Mann aus Florida nahm an einem Wettbewerb einer Tierhandlung teil, um einen Python zu gewinnen. Nachdem er dutzende lebender Kakerlaken gegessen hatte, blockierten Körperteile der Kakerlaken seine Atemwege, woraufhin er kurze Zeit später starb.[136]
- 2013: Ein 45-jähriger Mann wurde in Caratinga im Bundesstaat Minas Gerais, Brasilien im Schlaf von einer Kuh erschlagen. Das eineinhalb Tonnen schwere Tier brach auf der Futtersuche durch das Asbestdach des am Hang gelegenen Hauses.[137]
- 2015: Am 5. November ereignete sich ein Exorzismus-Todesfall in Frankfurt am Main. Eine damals 44-jährige Koreanerin und vier minderjährige Verwandte, darunter der Sohn der Getöteten, erstickten eine 41-Jährige im Verlauf einer spirituellen Teufelsaustreibung in einem Zimmer des Hotels InterContinental in Frankfurt am Main.
- 2017: Am 13. Februar verstarb Kim Jong-nam, der ältere Halbbruder des nordkoreanischen Staatschefs Kim Jong-un, im Putrajaya Hospital von Kuala Lumpur, nachdem ihm kurz zuvor bei seiner Ankunft auf dem Flughafen zwei junge Frauen den Nervenkampfstoff VX ins Gesicht gespritzt hatten. Die Hintergründe des Anschlags sind bis heute ungeklärt.
- 2017: Während eines autoerotischen Unfalls strangulierte sich ein Mann in seinem selbstgebauten Raumschiff.[138]
- 2018: Die 49-jährige Elaine Herzberg kam am 19. März 2018 im US-amerikanischen Tempe, Arizona ums Leben, als sie von einem selbstfahrenden Auto der Autonomiestufe 4 erfasst wurde. Sie ist somit das erste Todesopfer durch ein selbstfahrendes Kraftfahrzeug.[139][140]
- 2018: Am 5. April stürzte ein britischer Snowboarder im französischen Méribel 20 Meter neben der Piste kopfüber in eine Wechte. Da er bis zur Hüfte im Schnee steckte und sich nicht daraus befreien konnte, erstickte er dabei.[141][142]
- 2018: Im November 2018 verstarb der Australier Sam Ballard nachdem er acht Jahre zuvor eine Nacktschnecke verspeist und sich mit dem Ratten-Lungenwurm infiziert hatte.[143]
- 2018: Die 44-jährige Dawn Sturgess aus dem englischen Amesbury starb am 8. Juli 2018, nachdem sie von ihrem Partner ein Parfümfläschchen geschenkt bekommen hatte, das dieser zuvor im Abfalleimer des Geschäftes eines Wohltätigkeitsvereins gefunden hatte. Das Fläschchen enthielt das Nervengift Nowitschok und stammte wohl aus dem Fall der Vergiftung des Doppelagenten Sergei Skripal von Anfang März.[144][145]
- 2018: Der Serienmörder Egidius Schiffer starb in seiner Gefängniszelle an Herzrhythmusstörungen, nachdem er seinen Körper an das Stromnetz angeschlossen hatte, um sich sexuell zu stimulieren.[146]
- 2018: Ein 63-jähriger Mann aus Bremen starb im August 2018, nachdem er einige Wochen zuvor von seinem Hund abgeleckt worden war und sich dabei mit dem Bakterium Capnocytophaga canimorsus infiziert hatte. Da der Mann weder gebissen wurde noch ein geschwächtes Immunsystem hatte, fiel er aus dem Raster der bekannten Risikogruppe und ist obendrein erst der zweite bekannte Patient weltweit mit einem solch schweren Verlauf.[147]
- 2018: Ein Mann aus Hamburg, der zur eigenen sexuellen Befriedigung seinen Körper mit Scheibenkäse belegte, in einen Taucheranzug stieg, eine Plastiktüte über den Kopf zog und sich vor einen eingeschalteten Heizkörper setzte, starb.[148]
- 2019: Am 12. April 2019 starb ein 75-jähriger Mann in Florida, nachdem sein Kasuar ihn während der Fütterung angefallen und verletzt hatte. Dies ist der zweite dokumentierte Fall dieser Art (siehe 1926).[149]

### 2020er Jahre
- 2020: Der US-Amerikaner Mike Hughes verstarb am 22. Februar 2020, als er mit einer selbstgebauten Rakete versuchte, die Erde aus großer Höhe zu fotografieren, um zu beweisen, dass sie eine Scheibe ist. Die Rakete, in der er sich befand, stürzte jedoch aufgrund eines Defekts am Fallschirm ab.[150]
- 2021: Ein 39-jähriger Mann blieb kopfüber in einem Bein einer Stegosaurus-Statue aus Pappmaché stecken, nachdem er sein Handy in der Statue verloren hatte und versucht hatte, dieses wieder herauszuholen. Die Leiche des Mannes wurde entdeckt, nachdem Passanten einen üblen Geruch, der offensichtlich von der Statue aus kam, bemerkt hatten. Der Vorfall ereignete sich in Santa Coloma de Gramenet, einem Vorort von Barcelona.[151]
- 2023: Ein 82-jähriger Mann in Alwar, Indien wurde von einer durch einen Zusammenstoß mit einer Eisenbahn durch die Luft geschleuderten Kuh getroffen und getötet.[152]
- 2025: Ein 85-jähriger Mann wurde in Thüringen von einem Eigenbau-Fahrstuhl eingeklemmt und verstarb.[153]